# Sergio Politoff
Sergio Isidoro Politoff Lifschitz (Santiago, 22 de abril de 1930-Róterdam, Países Bajos; 26 de diciembre de 2009) fue un jurista, políglota y abogado penalista chileno.

## Biografía
Fue hijo de Leonidas Politoff y Emilia Lifschitz, quienes emigraron desde Ucrania y Bielorrusia, por las agitaciones políticas que precedieron la Revolución Rusa de 1919. Cuando nació, en 1930, sus padres ya se habían radicado en Santiago. Cursó sus estudios secundarios en el Liceo de Aplicación de Santiago y luego ingresó a estudiar leyes a la Universidad de Chile, donde se recibió en octubre de 1957 con varios premios y honores por su destacada tesis sobre apropiación indebida. Se inició como investigador (1960), luego como profesor auxiliar (1963) y más tarde titular.
En 1970 representó a los familiares del recién fallecido comandante en jefe del ejército, general René Schneider, asesinado el 22 de octubre de 1970. Los alegatos de Politoff consiguieron la condena de los autores directos, mediante el empleo del concepto de autoría mediata, entonces escasamente desarrollado por la jurisprudencia nacional. En 1971 fue convocado por el presidente Salvador Allende para trabajar como abogado del Ministerio del Interior.
Tras el golpe de Estado en Chile de 1973, Politoff se exilió primero en Leipzig (entonces Alemania Democrática) y luego en Ginebra (Suiza). En el exilio, la Universidad Erasmo de Róterdam lo contrató para dar clases de derecho penal. Retornó a Chile en 1996, y la Universidad de Talca fue la casa de estudios que lo albergó hasta 1999, cuando decidió regresar a Europa nuevamente, motivado por la necesidad de compartir con su familia en ese continente y de contar con un domicilio más universal.
Falleció en Róterdam (Países Bajos), el 26 de diciembre de 2009 a causa de un cáncer al pulmón.

## Obras
- Lecciones de Derecho Penal chileno: parte general.
- Lecciones de Derecho Penal chileno: parte especial.
- Derecho Penal chileno: parte especial: delitos contra el individuo en sus condiciones físicas.
- Texto y comentario del Código Penal chileno: tomo I: libro Primero-parte general.
- Los elementos subjetivos del tipo legal.
- El delito de apropiación indebida.
- Legislación y reglamentación complementaria del delito de tráfico ilícito de estupafacientes.
- Tratamiento penal del tráfico ilícito de estupefacientes: estudios de dogmática y jurisprudencia.
- Lavado de dinero y tráfico ilícito de estupefacientes.
- Los actos preparatorios del delito tentativa y frustración: estudio de dogmática penal y de Derecho Penal comparado.
- Democracia y descriminalización.